# 阿爾謝尼耶沃區

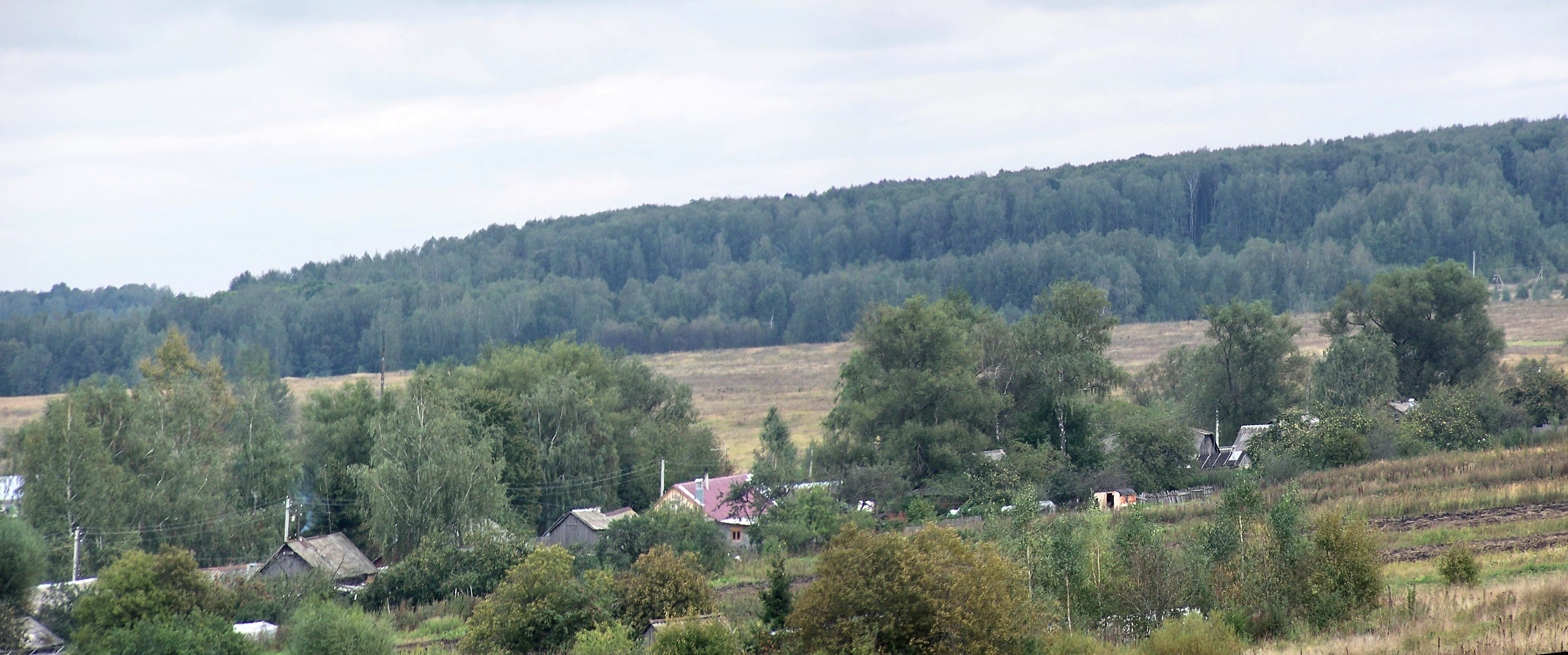

53°44′24″N 36°39′15″E / 53.74000°N 36.65417°E
阿爾謝尼耶沃區（俄语：Арсеньевский район），是俄羅斯的一個區，位於該國西部，由圖拉州負責管轄，面積1,096平方公里，2010年該區人口12,209，人口密度每平方公里11.14人。